# Corporaciones Públicas del Gobierno de Puerto Rico
En Puerto Rico, las Corporaciones del Gobierno son entidades jurídicas independientes adjudicadas, en una proporción que puede ser de mayoría absoluta o de mayoría simple, por el Gobierno de Puerto Rico. Estas Corporaciones existen para  ayudar y/o para proporcionar servicio al ciudadano.  Algunas de ellas son: La AEE Autoridad de Energía Eléctrica; la AAA Autoridad de Acueductos y Alcantarillados para el suministro de agua potable, financiamiento Gubernamental, Transporte, y Bienes Raíces. Tales Corporativos suelen estar bajo la administración del Gobierno de Puerto Rico.  Constituidas  bajo la legislación del Gobierno y su mandamus E.L.A. Estado Libre Asociado de Puerto Rico localizadas entre los Pueblos que comprenden a la Isla.

## Lista de corporaciones Gubernamentales bajo la Administración Estatal en P. R.
- Autoridad de Energía Eléctrica (AEE) – Página web oficial: www.prepa.com (in English); www.aeepr.com.
  - Director Ejecutivo Juan Alicea; Ing.
- Autoridad de Acueductos y Alcantarillados de Puerto Rico (AAA)– Página web oficial: www.acueductospr.com.   
  - Presidente Ejecutivo Alberto Lazaro; Ing.
- Autoridad de Edificios Gobierno (AEP)    – Página web oficial: www.aep.gobierno.pr.
- Autoridad Puertos   – Página web oficial: www.prpa.gobierno.pr.
- Banco Gubernamental  Fomento (BGF)    – Página web oficial: www.gdb-pur.com.
- Universidad de Puerto Rico (U.P.R) 
  - Centro Comprensivo de Cáncer.
- Compañía de Fomento Industrial – Página web oficial: www.pridco.com.
- Autoridad Metropolitana Autobuses (AMA).
- Administración de Seguros de Salud, (Reforma de Salud) en P. R.
- Compañía de Comercio
- Corporación Desarrollo de las Artes, Ciencias y Cinematografía
- Autoridad de Carreteras / Transportación
- Corporación de Seguros Agrícolas.
- Corporación para Desarrollo Rural.
- Autoridad Tierras.
- Administración Terrenos del Gobierno de PR
- TURISMO.
- Autoridad Transporte Marítimo.
- Autoridad del Centro de Convenciones de Puerto Rico , propietario del  Centro de Convenciones de Puerto Rico y sus terrenos adyacentes.
- Autoridad Desperdicios Sólidos.
- Autoridad de Proyectos en la Cuenca del Caribe.
- Agencia para Financiamiento en los Municipios
- Autoridad para el Financiamiento de Facilidades Industriales, Médicas, para la Educación y Control de la Contaminación Ambiental.
- Autoridad Infraestructura de Puerto Rico.
- Autoridad para la Vivienda.
- Corporación para el Financiamiento Público.
- Banco  Desarrollo Económico de P. R.
- Corporación para la Revitalización de los Centros Urbanos y Áreas Urbanas.
- Administración Derechos del Trabajo.
- Compañía Parques Nacionales.
- Corporación para Apoyo de individuos ciegos,  con Retardación e incapacidad.
- Corporación  Centro Cardiovascular en Puerto Rico
- Administración Servicios Médicos de Puerto Rico.
- Fideicomiso Institucional Guardia Nacional en P.R.
- Corporación  Empresas de Adiestramiento/ Trabajo.
- Corporación  de Seguros de Cooperativas en P.R. (COSSEC) , la cual es comparable en naturaleza y autoridad a la Administración Nacional de Asociaciones de Crédito, ó “National Credit Union Administration (NCUA)” en inglés, de los Estados Unidos.
- Autoridad del Puerto de las Américas, administrador del  Puerto de las Américas, actualmente en proceso de construcción en Ponce.
- Compañía Desarrollo Integral de la Península de Cantera.
- Corporación Conservatorio de Música
- Corporación de las Artes Musicales , la cual es también propietaria de:
  - Corporación de las Artes Escénico Musicales.
  - Corporación de la Orquesta Sinfónica , administrador de la Orquesta Sinfónica de Puerto Rico.
- Instituto de Cultura Puertorriqueña (ICP) , el cual es propietario de:
  - Escuela de Artes Plásticas.
  - Corporación del Centro de Bellas Artes, propietaria del  Luis A. Ferré Performing Arts Center.
- Corporación de Puerto Rico para la Difusión Pública.
- Administración de Compensaciones por Accidentes de Automóviles', o ACAA , administrador del programa estatal de seguros para vehículos.
- Corporación del Fondo del Seguro del Estado, o CFSE,  administrador del seguro de compensión salarial para Obreros.
- Instituto Planificación Lingüística del ELA.
- Corporación Proyecto ENLACE del Caño Martín Peña.
- Autoridad  re-desarrollo de los Terrenos y Facilidades de la Estación Naval Roosevelt.
- Comisión para la Seguridad del Tránsito.
- Departamento de Transportación / Obras.
- Administración Cuidado / Desarrollo Integral de la Niñez
- Departamento EDUCACION en PR

## Lista  de otras corporaciones bajo la Administración del Gobierno en Puerto Rico
- Port of Ponce, propiedad de Ponce, Puerto Rico.

- Datos: Q118176